# Административна подела Србије
Административна подела Србије је одређена Уставом Републике Србије, Законом о територијалној организацији и Законом о локалној самоуправи.

## Основе за административну поделу
Сходно Уставу Републике Србије, Србија се дели на 2 аутономне покрајине (Војводина и Косово и Метохија) и на локалне самоуправе (општине, градови и град Београд).
Устав Републике Србије дефинише да нове аутономне покрајине, поред постојећих, се могу оснивати, а већ постојеће укидати или спајати по поступку предвиђеном за промену Устава. Предлог за оснивање нових или укидање, односно спајање постојећих аутономних покрајина утврђују грађани на референдуму, у складу са законом.
Територија и седиште јединице локалне самоуправе одређује се законом. Оснивању, укидању и промени територије јединице локалне самоуправе у складу са критеријумима предвиђеним законом којим се уређује локална самоуправа, којем претходи саветодавном референдум на територији те јединице локалне самоуправе.
Сходно Закону о територијалној организацији територију општине, градове и град Београд чине насељена места, односно подручја катастарских општина која улазе у састав ових јединица локалне самоуправе. Границе јединица локалне самоуправе утврђене су границама одговарајућих катастарских општина са њене територије, а називи општина и градова, називи насељених места и катастарских општина, као и начин њихове промене, утврђују су Законом о територијалној организацији. Насељено место може бити у саставу само једне јединице локалне самоуправе. На територији јединице локалне самоуправе два или више насељених места не могу имати исти назив.
Закон о локалној самоуправи такође уређује питања општина и градова, у једном делу се поклапа Законом о територијалној организацији, док Закон о локалној самоуправи ближе дефинише одређене надлежности, органа управе општина и градова, право на оснивање месних заједница или других облика месне самоуправе,...

## Месне заједнице и други облици месне самоуправе

### Месне заједнице и други облици месне самоуправе ван Града Београда
Закон о локалној самоуправи предвиђа оснивање месних заједница или других облика месне самоуправе, ради задовољавања потреба и интереса локалног становништва у селима, али се могу образовати и у градским насељима (кварт, четврт, рејон и сл). Предлог за образовање, односно укидање месне заједнице или другог облика месне самоуправе, могу поднети најмање 10% бирача са пребивалиштем на подручју на које се предлог односи, најмање једна трећина одборника и општинско односно, градско веће. Скупштина општине, односно скупштина града, одлучује уз претходно прибављено мишљење грађана, о образовању, подручју за које се образује, промени подручја и укидању месних заједница и других облика месне самоуправе. Ова одлука доноси се већином гласова од укупног броја одборника. Актом о оснивању месне заједнице, у складу са статутом општине или града, утврђују се послови које врши месна заједница, органи и организација рада органа, начин одлучивања као и поступак избора савета и других органа месне самоуправе, заштита права у току избора и друга питања од значаја за рад месне заједнице, односно другог облика месне самоуправе.
Савет месне заједнице је основни представнички орган грађана на подручју месне самоуправе. Избори за савет месне заједнице спроводе се по правилима непосредног и тајног гласања на основу општег и једнаког изборног права, у складу са актом о оснивању. Изборе за савет месне заједнице расписује председник скупштине општине или града. Председника савета месне заједнице бира савет из реда својих чланова, тајним гласањем, већином гласова од укупног броја чланова савета месне заједнице.
Савет месне заједнице је надлежан за:
- доношње статута месне заједнице
- доношње финансијског плана месне заједнице и доношење програма развоја месне заједнице
- бирање и разрешавање председника савета месне заједнице
- предлагање мера за развој и унапређење комуналних и других делатности на подручју месне заједнице
- доношње пословника о раду савета месне заједнице и других акта из надлежности месне заједнице
- покретање иницијативе за доношење нових или измену постојећих прописа општине
- обаваљање других послова из надлежности месне заједнице утврђене статутом општине, актом о оснивању месне заједнице или другим општинским прописима

Одлуком скупштине општине или града може се свим или појединим месним заједницама и другим облицима месне самоуправе поверити вршење одређених послова из надлежности општине или града, а начин и место њиховог вршења одређује председник општине на предлог начелника општинске или градске управе. Општина или град пружа помоћ месној заједници у обављању административно-техничких и финансијско-материјалних послова.
Осим месних заједница, Закон о локалној самоуправи не прецизира друге облике месне самоуправе ни њихове органе. Петар Вујадиновић, у својој Анализи система месне самоуправе из 2010. године за Сталну конференцију градова и општина, нашао је да месна заједница најчешћи облик месне самоуправе у Србији, а да статути општина и градова прописују могућности других облика месне самоуправе, али није нашао ниједан конкретан облик.

### Месне заједнице и други облици месне самоуправе у Граду Београду
Ради задовољавања потреба и интереса локалног становништва у Граду се могу оснивати месне заједнице и други облици месне самоуправе. Поступак оснивања и укидања месних заједница и других облика месне самоуправе уређују се Статутом града. Предлог за обрaзовање, односно укидање месне заједнице или другог облика месне самоуправе, могу поднети најмање 10% бирача са пребивалиштем на подручју на које се предлог односи, најмање једна трећина одборника скупштине градске општине на чијем подручју се обрaзује, односно укида месна заједница или други облик месне самоуправе. У граду Београду месне заједнице или друге облике месне самоуправе могу образовати, односно укинути градске општине на чијем подручју се образују, односно укидају, уз претходно прибављено мишљење грађана, о образовању, подручју за које се образује, промени подручја и укидању месних заједница и других облика месне самоуправе.
Актом о оснивању месне заједнице, у складу са Статутом града Београда, утврђују се послови које врши месна заједница, органи и организација рада органа, начин одлучивања као и поступак избора савета и других органа месне заједнице и друга питања од значаја за рад месне заједнице, односно другог облика месне самоуправе. Савет месне заједнице је основни представнички орган грађана на подручју месне заједнице, које бира Скупштина градске општине на чијем подручју се образује месна заједница, односно други облик месне самоуправе, а на предлог збора грађана који се сазива за подручје месне заједнице или другог облика месне самоуправе. Збор грађана може предложити највише двоструко већи број чланова савета месне заједнице од броја чланова савета који је утврђен актом о оснивању месне заједнице. Председника савета месне заједнице бира савет из реда својих чланова, тајним гласањем, већином од укупног броја чланова савета месне заједнице.

## Општине
Општина, сходно Закону о територијалној организацији, је основна територијална јединица у којој се остварује локална самоуправа, која је способна да преко својих органа самостално врши сва права и дужности из своје надлежности и која има најмање 10.000 становника. Општине које су образоване до ступања на снагу Закона о територијалној организацији могу имати мање од 10.000 становника. Изузетно, када постоје посебни економски, географски или историјски разлози, може се основати нова општина која има мање од 10.000 становника. Територија за коју се оснива општина представља природну и географску целину, економски повезан простор, који поседује развијену и изграђену комуникацију међу насељеним местима, са седиштем као гравитационим центром.
Нова општина се образује спајањем две или више постојећих општина или издвајањем дела територије из једне или више постојећих општина у нову општину. Општина се може укинути и њена територија припојити једној или више постојећих општина. Промена територије општине се врши издвајањем насељеног места из састава једне општине и припајањем другој. Променом територије општине сматра се и измена граница катастарских општина које обухватају ненасељено подручје, уколико се извршеном изменом део катастарске општине једне општине припаја катастарској општини друге општине.
Општина, преко својих органа, у складу с Уставом и Законом о локалној самоуправи:
1. доноси свој статут, буџет и завршни рачун, просторни и урбанистички план и програм развоја општине, као и стратешке планове и програме локалног економског развоја
2. уређује и обезбеђује обављање и развој комуналних делатности, локални превоз, коришћење грађевинског земљишта и пословног простора
3. стара се о изградњи, реконструкцији, одржавању и коришћењу локалних путева и улица и других јавних објеката од општинског значаја
4. стара се о задовољавању потреба грађана у области просвете (предшколско васпитање и образовање и основно и средње образовање и васпитање), научноистраживачке и иновационе делатности, културе, здравствене и социјалне заштите, дечије заштите, спорта и физичке културе
5. обезбеђује остваривање посебних потреба особа са инвалидитетом и заштиту права осетљивих група
6. стара се о развоју и унапређењу туризма, занатства, угоститељства и трговине
7. доноси и реализује програме за подстицање локалног економског развоја, предузима активности за одржавање постојећих и привлачење нових инвестиција и унапређује опште услове пословања
8. стара се о заштити животне средине, заштити од елементарних и других непогода, заштити културних добара од значаја за општину
9. стара се о заштити, унапређењу и коришћењу пољопривредног земљишта и спроводи политику руралног развоја
10. стара се о остваривању, заштити и унапређењу људских и мањинских права, родној равноправности, као и о јавном информисању у општини
11. образује и уређује организацију и рад органа, организација и служби за потребе општине, организује службу правне помоћи грађанима и уређује организацију и рад мировних већа
12. утврђује симболе општине и њихову употребу
13. управља општинском имовином и утврђује стопе изворних прихода, као и висину локалних такси
14. прописује прекршаје за повреде општинских прописа
15. обавља и друге послове од локалног значаја одређене законом (нпр. у областима одбране, заштите и спасавања, заштите од пожара, омладинске политике, зоохигијене и др.), као и послове од непосредног интереса за грађане, у складу са Уставом, законом и статутом.

Јединствени попис послова, који су у складу са Законом о локалној самоуправи у надлежности општина, обезбеђује министарство надлежно за локалну самоуправу на основу података добијених од општина и органа државне управе.
Поједини послови државне управе законима се могу поверити свим или појединим општинама, у интересу ефикаснијег и рационалнијег остваривања права и обавеза грађана и задовољавања њихових потреба од непосредног интереса за живот и рад. Средства за обављање поверених послова обезбеђују се у буџету Републике Србије у складу са врстом и обимом послова. Општина обавља као поверене послове поједине послове инспекцијског надзора из области, просвете, здравства, заштите животне средине, рударства, промета робе и услуга, пољопривреде, водопривреде и шумарства и друге инспекцијске послове у складу са законом.
Органи општина су:
- Скупштина општине
- Председник општине
- Општинска управа
- Општинско веће

## Градови
Град је територијална јединица утврђена Законом о територијалној организацији, која представља економски, административни, географски и културни центар ширег подручја и има више од 100.000 становника, изузетно, када постоје посебни економски, географски или историјски разлози, може се утврдити да је град и територијална јединица која има мање од 100.000 становника, ако испуњава све остале критеријуме предвиђене Законом о територијалној организацији.
Територија за коју се образује град, представља природну географску целину, економски повезан простор који поседује изграђену комуникацију међу насељеним местима са седиштем града као гравитационим центром. Промена територије града врши се на начин предвиђен за промене територије општина. Подела града на градске општине утврђује се статутом града, у складу са Законом о територијалној организацији.
Градови могу организовати градске општине својим статутом, а у складу са Законом о територијалној организацији.
Град врши надлежности општине, као и друге надлежности и послове државне управе, који су му Законом о локалној самоуправи поверени. Град, у складу са Законом о локалној самоуправи, образује комуналну полицију, обезбеђује и организује вршење послова комуналне полиције.
Органи градова:
- Скупштина града
- Градоначелник
- Градска управа
- Градско веће

## Град Београд
Град Београд је посебна територијална јединица утврђена Уставом Србије и Законом о територијалној организацији. Промена територије града Београда врши се на начин предвиђен за промену територије општине, док организација града Београда на градске општине утврђује се статутом града Београда, у складу са Законом о територијалној организацији.
Град Београд врши надлежности општине и града, утврђене Уставом и Закону о локалној самоуправи, а поред њих Закон о главном граду прописује следеће надлежности:
1. уређује и обезбеђује обављање послова који се односе на изградњу, реконструкцију, одржавање и управљање јавним и некатегорисаним путевима на територији града Београда, осим државних путева и ауто-путева којима управља јавно предузеће основано од стране Републике Србије и оснива јавно предузеће за обављање делатности управљања јавним путевима који су у надлежности града Београда
2. образује комуналну полицију, обезбеђује и организује вршење послова комуналне полиције, у складу са законом којим се уређује комунална полиција
3. стара се о заштити од пожара и обезбеђује услове за спровођење заштите од пожара, прописује мере заштите од пожара специфичне за подручје града Београда у циљу унапређења стања заштите од пожара и доноси акционе и санационе планове заштите од пожара, у складу са законом којим се уређује противпожарна заштита
4. утврђује Статутом града Београда права и обавезе градских општина на територији града Београда у области смањења ризика од катастрофа и управљању ванредним ситуацијама, у складу са законом којим се уређује смањење ризика од катастрофа и управљање ванредним ситуацијама
5. одлучује о називима улица, тргова, заселака и других делова насељених места на свом подручју, у складу са Статутом града Београда и другим прописима, уз претходну сагласност министарства надлежног за послове локалне самоуправе, у складу са Законом о локалној самоуправу
6. уређује услове, поступак и начин прибављања и располагања грађевинским земљиштем и другим непокретностима у јавној својини града Београда, у складу са законом којим се уређује јавна својина
7. уређује опште услове заштите, начин подизања и одржавања, обнове уништених јавних зелених површина и вођење података о јавним зеленим површинама
8. именује и разрешава директоре установа у области дечије заштите чији је оснивач
9. утврђује манифестације од значаја за град Београд, уређује начин њиховог спровођења и реализације и обезбеђује услове за њихово одржавање
10. спроводи мере и финансира пројекте у циљу подстицања наталитета на територији града Београда
11. врши контролу реализације и наменског коришћења средстава која се, из буџета града Београда преносе репрезентативним удружењима у култури код којих су стекли статус самостални уметници за које град Београд обезбеђује средства из буџета града Београда за учешће у плаћању доприноса за пензијско и инвалидско осигурање и доприноса за здравствено осигурање, у складу са законом којим се уређује култура
12. одређује врсту робе која се може продавати, односно врсту угоститељске услуге која се може пружати у привременим објектима који се постављају на територији града Београда
13. одређује време, начин и места на којима се може обављати трговина на мало са покретних средстава или опреме и издаје одобрење за обављање трговине на тим местима, у складу са законом којим се уређује трговина
14. уређује и организује вршење послова у вези са држањем и заштитом домаћих и егзотичних животиња, прописује услове и ограничења држања животиња, место и начин извођења кућних љубимаца, а нарочито паса и мачака на јавне површине на територији града Београда
15. прописује услове за управљање комуналним отпадом, као и за његово одлагање на територији града Београда
16. доноси Програм мера превенције стварања отпада од пластичних кеса, са планом за његово спровођење
17. може учествовати у финансирању противградне заштите на територији града Београда и оснивати пољочуварску службу
18. издаје грађевинске дозволе за изградњу објеката и остала акта у поступку обједињене процедуре, као и друга акта, у складу са законом којим се уређује планирање и изградња
19. обавља послове пољопривредне инспекције у делу контроле над применом мера које прописује град Београд за власнике, односно кориснике пољопривредног земљишта, као и контроле коришћења пољопривредног земљишта према годишњем програму заштите, уређења и коришћења пољопривредног земљишта који доноси град Београд, у складу са законом којим се уређује планирање, заштита, уређење и коришћење пољопривредног земљишта у поступку и под условима предвиђеним тим законом
20. спроводи поступак експропријације, у складу са законом којим се уређује поступак експропријације
21. одређује делове обале и водног простора на којима се могу градити хидротехнички објекти, постављати плутајући објекти и привезишта за чамце, односно места за распрему бродова, услове и начин постављања плутајућих објеката и привезишта за чамце, укључујући издавање одобрења за њихово постављање и врши надзор у области водопривреде као и над коришћењем места за постављање плутајућих објеката и привезишта за чамце, у складу са законом којим се уређује коришћење вода и водни саобраћај
22. уређује и обезбеђује, организацију и начин обављања јавног превоза путника у свим видовима саобраћаја, који се обавља на територији града Београда, у складу са законом
23. стара се о одрживом развоју становања на територији града Београда, у складу са законом којим се уређује становање и одржавање зграда

Статутом града ће се утврдити подела послова између града и градских општина у извршавању надлежности под редним бројевима 18 до 20. Уколико се Статутом града Београда утврди овлашћење градске општине да доноси решење за послове надлежности под редним бројем 18, по жалби на ово решење одлучује град Београд. Град Београд врши и друге надлежности и послове државне управе који су му законом поверени.
Органи града Београда су:
- Скупштина града Београда
- Градоначелник Београда
- Градско веће града Београда
- Градска управа града Београда

## Аутономне покрајине
Закон о територијалној организацији прописује које општине су у саставу АП Војводине и АП Косова и Метохије. Закон о локалној самоуправи дефинише одређене односе између аутономних покрајина и локалних самоуправа.
Тренутно је само за АП Војводину донет Закон о утврђивању надлежности Аутономне покрајине Војводине, док такав закон за Косово и Метохију тренутно не постоји на сајту Правно-информациони систем, којег одржава Службени гласник. Други закони у одређују одређене надлежности аутономне покрајине.

## Статистички региони
Србија је подељена на 2 велика статистичка региона, а који се даље деле на пет мањих:
- Србија-север
  - Београдски регион
  - Регион Војводине
- Србија-југ
  - Регион Шумадије и Западне Србије
  - Регион Јужне и Источне Србије
  - Регион Косово и Метохија

## Управни окрузи
Управни окрузи су облик организације државне управе Републике Србије, намењени деконцентрацији органа државне управе. Немају надлежности локалне самоуправе нити су део територијалне организације Републике Србије. Према Закону о државној управи је одређено да се управни округ образује ради вршења послова државне управе изван седишта органа државне управе.